# Markovo (distrikt i Bulgarien, Sjumen)
Markovo (bulgariska: Марково) är ett distrikt i Bulgarien.   Det ligger i kommunen Obsjtina Kaspitjan och regionen Sjumen, i den östra delen av landet, 300 km öster om huvudstaden Sofia.
Trakten runt Markovo består till största delen av jordbruksmark. Runt Markovo är det ganska tätbefolkat, med 52 invånare per kvadratkilometer.